# Gösta Gierow
Gösta Gierow, född 1931 i Stockholm, död 2011, var en svensk målare och grafiker.

## Biografi
Gösta Gierow studerade vid Konstakademien 1957-1962 med lärare som Harald Sallberg och Jurgen von Konow. Han var ursprungligen grafiker i en raffinerad surrealistisk stil men framträdde sedan mitten 1960-talet även med surrealistisk målningar, i vilka han utnyttjade chockartade effekter och färgsammanställningar.
Hans konst präglades av skönhetsdyrkan och spirualitet, parad med svart humor och ångestblandade känslor inför naturens och tidens förgängelse av det människan skapat. Den spanske konstnären och arkitekten Gaudi kom att bli en viktig inspiratör. 
Gösta Gierow var medlem i IX-gruppen, Grafiska sällskapet och kallades 1968 till ledamot i Konstnärsklubben. Han har haft utställningar i många länder i Europa samt i USA, Kanada, Australien, Brasilien och Mexiko. Han finns representerad på flera museer i både Sverige bland annat Kalmar konstmuseum, Moderna museet och utomlands och har också medverkat i offentliga utsmyckningar.